# Jamičarke
Jamičarke (Crotalinae) su porodice ljutica i sve su otrovnice. Do danas je poznato i razvrstano ukupno 18 rodova: od toga 7 nastanjuje Stari svijet a 11 živi u Novom svijetu. To su jedine ljutice (Viperidae) nađene u Americi.

## Opis
Jamičarke su dobile ime po specijaliziranim jamicama, parnom osjetilnom organu koji se nalazi između očiju i nosnica. Jamice imaju membrane osjetljive na infracrveno zračenje što omogućuje zmiji lociranje plijena na temelju temperaturne razlike između plijena i okoliša. Tako zmija može registrirati blizinu sisavaca ili ptica i u potpunom mraku. Eksperimenti su pokazali, da ove zmije, i bez mogućnosti korištenja osjetila vida i mirisa, reagiraju na pokretni objekt čija toplina je manje od 0,2 °C iznad temperature okoliša. Čini se, kao da ove toplinske jamice funkcioniraju kao neki oblik primitivnih očiju, no nije poznato da li zmije uz njihovu pomoć vizualiziraju, ili na neki drugi način doživljavaju plijen. Kao primjer usporedne evolucije mogu se navesti kržljonoške kod kojih se razvio sličan organ koji je osjetljiv na toplinu.
Kao sve ljutice, i jamičarke imaju par relativno dugih otrovnih zuba (neke vrste do 35 mm) za ubrizgavanje pretežno hemotoksičnih otrova.
Jamičarke su vrlo različite veličine. Najmanja je Bothriechis schlegelii koja naraste najviše do 50 cm, dok je Lachesis muta s dužinom do čak 3,5 m najduža ljutica na svijetu.

## Zemljopisna rasprostranjenost
Ova potporodica živi na području Starog svijeta od stepa istočne Europe pa preko Azije do Japana, Tajvana, Indonezije i Indije do Šri Lanke. U Americi žive od juga Kanade pa na jug preko SADa i Meksika i Srednje Amerike sve do juga Južne Amerike.

## Okoliš
Jamičarke su naselile vrlo različita staništa. Tako ih se nalazi u pustinjama, kišnim šumama pa čak i u vodi. Neke vrste žive na drveću, a neke samo na tlu. Osim toga, može ih se sresti i na visinama iznad 1.000 metara nadmorske visine.

## Ponašanje
Samo par vrsta su aktivne danju. Većina su noćne životinje, aktivne u vrijeme kad je aktivan i njihov plijen.  Ove zmije love iz zasjede gdje strpljivo čekaju da naiđe plijen. Za najmanje jednu vrstu (Gloydius shedaoensis koja živi u Kini) koja živi na drveću je poznato, da bira specifične zasjede i svake se godine vraća na ta mjesta u vrijeme proljetne selidbe ptica.

## Razmnožavanje
Uz par izuzetaka, jamičarke su ovoviviparne, što znači da se jaja zadržavaju u tijelu ženke dok ne sazriju, tako da mladunci izlaze iz jaja odmah nakon izlaska iz majčinog tijela, probijajući meku ovojnicu. Smatra se, da one vrste koje legu jaja ostaju uz jaja čuvajući ih dok mladi ne izađu iz jaja.

## Rodovi
- Agkistrodon
- Atropoides
- Bothriechis
- Bothriopsis
- Bothrocophias
- Bothrops
- Calloselasma
- Cerrophidion
- Čegrtuše (Crotalus)
- Deinagkistrodon
- Ermia
- Gloydius
- Hypnale
- Lachesis
- Ophryacus
- Ovophis
- Porthidium
- Protobothrops
- Sistrurus
- Triceratolepidophis
- Trimeresurus
- Tropidolaemus

## Vanjske poveznice

### Ostali projekti
|  | Zajednički poslužitelj ima još gradiva o temi Jamičarke |
|  | Wikivrste imaju podatke o taksonu Crotalinae            |